# هايفي
يعني مصطلح هايفي (بالإنجليزية: hyphy)‏ «إفراط في النشاط» بالإنجليزية العامية في أوكلاند، ويستخدم كنعت لوصف موسيقى الهيب هوب والثقافة المرتبطة بالمنطقة. اخترع مغني الراب Keak da Sneak من أوكلندا الكلمة.